# Бакалажево (гміна)
Гміна Бакалажево (пол. Gmina Bakałarzewo) — сільська гміна у східній Польщі. Належить до Сувальського повіту Підляського воєводства.
Станом на 31 грудня 2011 у гміні проживало 3087 осіб.

## Територія
Згідно з даними за 2007 рік площа гміни становила 123.01 км², у тому числі:
- орні землі: 75.00%
- ліси: 14.00%

Таким чином, площа гміни становить 9.41% площі повіту.

## Населення
Станом на 31 грудня 2011:
| Опис     | Загалом | Загалом | Чоловіки | Чоловіки | Жінки | Жінки |
| -------- | ------- | ------- | -------- | -------- | ----- | ----- |
| одиниця  | осіб    | %       | осіб     | %        | осіб  | %     |
| все      | 3087    | 100     | 1603     | 51.93    | 1484  | 48.07 |
| міське   | 0       | 100     | 0        |          | 0     |       |
| сільське | 3087    | 100     | 1603     | 51.93    | 1484  | 48.07 |

## Сусідні гміни
Гміна Бакалажево межує з такими гмінами: Велічкі, Олецько, Рачкі, Сувалки, Філіпув.